# Анисовка (моторвагонное депо)
Моторвагонное депо Анисовка (ТЧ −14) — моторвагонное железнодорожное депо на станции Анисовка Приволжской железной дороги. Эксплуатационные участки депо охватывают территорию большей части Саратовской области. Является подразделением Дорожной дирекции по обслуживанию пассажиров в пригородном сообщении — структурного предприятия Приволжской железной дороги, филиала ОАО «РЖД».
Моторвагонное депо Анисовка было построено в 1974 году.
Приписной парк депо состоит из электросекций ЭД9М, ЭД9МК, ЭД9Э, ЭП3Д (средний срок их эксплуатации 12,5 года) и рельсовых автобусов РА1, РА2, а также тепловозов ЧМЭ3 для маневровой работы в депо.
На территории депо расположены механический, колесно-роликовый, транспортный и деревообрабатывающий цеха. В 2003—2007 году осуществлено строительство современного ремонтного комплекса с экологически чистой мойкой для электропоездов, стоимостью 700 млн руб. Имеется санитарно-бытовой комплекс с химчисткой для одежды современными душевыми кабинами и столовой на 40 мест.
Штат депо составляет более 1000 человек (2010 год). В депо работает более 350 локомотивных бригад.